# Поліщук Ігор Ігорович
Ігор Ігорович Поліщук (1 липня 1988, Луцьк, Волинська область, Українська РСР, СРСР) — Луцький міський голова (з 27 листопада 2020 року), секретар Луцької міської ради, в.о. Луцького міського голови (2017). Головний юрисконсульт фонду Ігоря Палиці «Тільки разом», радник Луцького міського голови.

## Життєпис
Середню освіту здобув у Луцькій школі I—III ступенів № 15.
У 2005—2010 роках навчався на юридичному факультеті Київського університету МВС, який закінчив із відзнакою.
2010—2012 — помічник адвоката.
У 2011—2013 роках навчався на заочному відділенні магістратури Національного університету «Юридична академія імені Ярослава Мудрого» у Києві.
З 2012 року — головний юрисконсульт Благодійного фонду «Фонд Ігоря Палиці — Новий Луцьк» (нині Фонд «Тільки разом»), юрист громадської приймальні народного депутата України Ігоря Палиці.
З серпня 2013 року — депутат Луцької міської ради від виборчого округу № 10, член депутатської групи «Новий Луцьк». На місцевих виборах у 2015 році вдруге став депутатом Луцької міської ради, балотувався за списками партії «Українське об'єднання патріотів — УКРОП». Голова фракції «УКРОП» у Луцькій міській раді.
22 березня 2017 року обраний секретарем Луцької міської ради. 29 березня 2017 року став виконувачем обов'язків Луцького міського голови. 3 липня 2017 року склав повноваження секретаря.
З 6 липня 2017 року — радник Луцького міського голови.
На виборах Луцького міського голови у другому турі, який відбувся 15 листопада 2020 року, Ігор Поліщук виборов перемогу і очолив Луцьку територіальну громаду.

## Офіційні сторінки у соцмережах
- Офіційна сторінка Ігоря Поліщука у Facebook [Архівовано 23 березня 2021 у Wayback Machine.]
- Офіційний Telegram-канал Ігоря Поліщука [Архівовано 14 березня 2022 у Wayback Machine.]